# متنزه ومحمية مضيق النهر الجديد الوطنية
متنزه ومحمية مضيق النهر الجديد الوطنية (بالإنجليزية: New River Gorge National Park and Preserve) هي محمية طبيعية تابعة لإدارة المتنزهات الوطنية بالولايات المتحدة، صممت لحماية وصيانة منطقة مضيق نهر «نيو» في جنوب غرب فيرجينيا في جبال الأبالاش. تم إنشاء المحمية في عام 1978 كنهر وطني وأعيد تصنيفها في عام 2020، وتمتد لمسافة 53 ميلاً (85 كم) من أسفل مجرى نهر هينتون إلى متنزه هوكس نيست ستيت بالقرب من مقاطعة أنستيد.
الحديقة غنية بالتاريخ الثقافي والطبيعي، وتوفر العديد من المناظر الخلابة والفرص الترفيهية. يعد المتنزه موطنًا لبعض من أفضل أنشطة التجديف النهري في البلاد، بشكل أساسي من منطقة كونارد إلى حين بلوغ مركز فاييت، وهي أيضًا واحدة من أكثر مناطق التسلق شهرة في الساحل الشرقي. يمر نهر «نيو» عبر الحديقة باتجاه ولاية كارولينا الشمالية، ويتدفق شمالًا عبر ولاية فرجينيا إلى جبال فيرجينيا الغربية ويصب في نهر كانواها الذي يستمر حتى نهر أوهايو.

## أنظر أيضا
- حديقة هوت سبرينغس الوطنية
- حديقة دراي تورتوغاس الوطنية
- حديقة الجزيرة الملكية الوطنية
- حديقة ومحمية جريت ساند ديونز الوطنية
- حديقة فوياجرز الوطنية